# Maria Laskarina
Maria Laskarina (ur. 1206, zm. 24 czerwca 1270) – córka cesarza nicejskiego, Teodora I i Anny Angeliny.
Jej starszą siostrą była Irena Laskarina, poślubiona Janowi Dukasowi Watatzesowi. Maria była młodszą córką i dlatego ojciec nie musiał szukać dla niej takiego małżonka, który ewentualnie w przyszłości zostałby jego następcą na tronie. Wykorzystał Marię aby zabezpieczyć sojusz nicejsko-węgierski. W 1218 roku została wydana za mąż za królewicza węgierskiego Belę. Oboje mieli wtedy około dwunastu lat. Małżeństwo miało dziewięcioro dzieci: 
- Świętą Kingę (1234–1292), żonę Bolesława Wstydliwego, księcia krakowskiego i sandomierskiego, następnie zakonnicę i przełożoną zakonu, kanonizowaną w 1999 roku,
- Annę (ok.1226–po 1270), żonę Rościsława ze Slawonii,
- Katarzynę (ok. 1229–1242), zmarłą podczas ucieczki z rodziną po przegranej bitwie na równinie Mohi,
- Elżbietę (ok. 1236–1271), żonę Henryka XIII, księcia Bawarii,
- Konstancję Arpadównę (zm. po 1287/1288), żonę Lwa, księcia Halicza,
- Błogosławioną Jolentę Helenę (ok. 1238–1298), żonę Bolesława Pobożnego, księcia wielkopolskiego, potem zakonnicę i przełożoną zakonu, błogosławioną,
- Stefana V (1239–1272),
- Świętą Małgorzatę (1242–1271), nazwaną po zmarłej siostrze, kanonizowaną w 1943,
- Belę, księcia Slavonii, Chorwacji i Dalmacji (ok. 1243–1269), męża Kunegundy Brandenburskiej.

26 października 1235 zmarł ojciec Beli, a on sam został królem jako Bela IV. Maria została królową i nosiła ten tytuł przez kolejne 35 lat. Jej mąż zmarł 3 maja 1270. Maria przeżyła go o prawie 2 miesiące. Zmarła 24 czerwca 1270 roku w Budzie i została pochowana obok swojego męża w nieistniejącym już kościele franciszkanów w Ostrzyhomie.
| 4. Manuel Laskaris              |  |                      |  |  |                    |
|                                 |  | 2. Teodor I Laskarys |  |  |                    |
| 5. Joanna                       |  |                      |  |  |                    |
|                                 |  |                      |  |  | 1. Maria Laskarina |
| 6. Aleksy III Angelos           |  |                      |  |  |                    |
|                                 |  | 3. Anna Angelina     |  |  |                    |
| 7. Eufrozyna Dukaina Kamaterina |  |                      |  |  |                    |
|                                 |  |                      |  |  |                    |